# Арсенал Вотервліт
42°43′06″ пн. ш. 73°42′31″ зх. д. / 42.718333° пн. ш. 73.708611° зх. д.

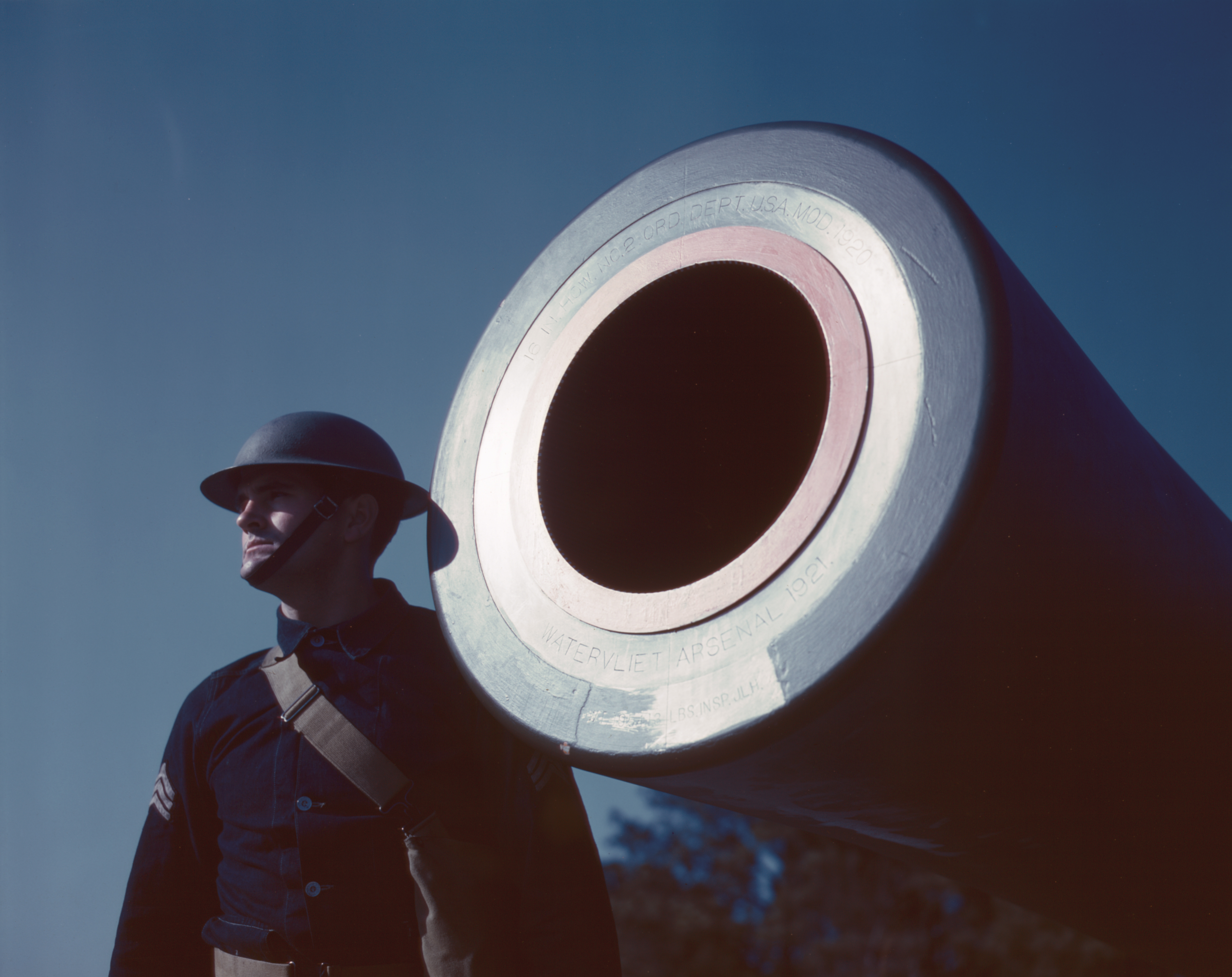
16-дюймова берегова артилерійська гаубиця M1920 із штампом Watervliet Arsenal 1921

Арсенал Вотервліт [ˈwɔːtərvliːt] — це арсенал армії Сполучених Штатів, розташований у Вотервліті, штат Нью-Йорк, на західному березі річки Гудзон . Це найстаріший постійно діючий арсенал у Сполучених Штатах, і сьогодні він виробляє більшу частину артилерії для армії, а також стволи для гармат, мінометів і танків . З 1966 року це національна історична пам'ятка .  
Арсенал був заснований 14 липня 1813 року для підтримки війни 1812 року, а в 1817 році його назвали Арсеналом Вотервліт. Він займає 142 акри (57 га) землі, приблизно 8 миль (13 км) на північ від Олбані, Нью-Йорк . Арсенал прилягає до річки Гудзон . На території розташовані виробничі, адміністративні та складські приміщення. Тут також розташована армійська лабораторія Benét Laboratories, яка займається розробкою, удосконаленням, дослідженнями та випробуваннями для всього артилерійського обладнання.

## Організації

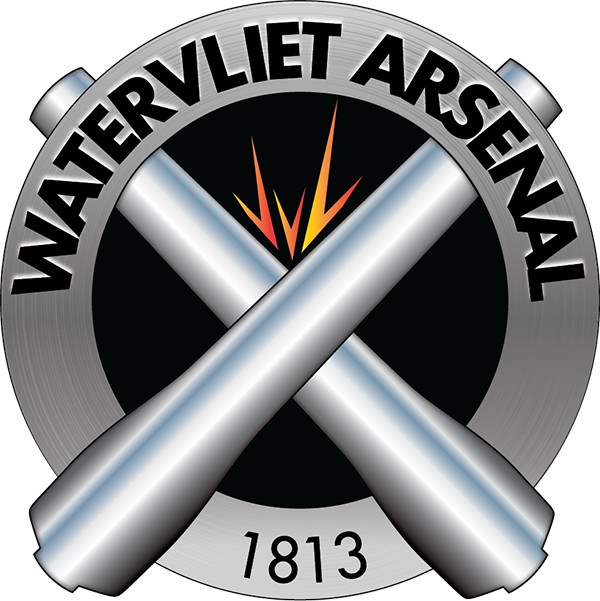
Офіційна емблема підрозділу арсеналу Вотервліт Армії США, затверджена у 2016 році.

Арсенал має історичну будівлю Iron Building, в який був музей Арсенала Вотервліт. Однак 1 жовтня 2013 року музей був закритий з міркувань безпеки. 
Штаб-квартира рекрутної станції Корпусу морської піхоти США, Рекрутна станція Олбані, розташована в Арсеналі.
17 лютого 2009 року штаб рекрутного батальйону армії Сполучених Штатів Олбані переїхав до Арсеналу Вотервліт зі свого старого місця на Вулф-роуд.

## 1813–1823 роки
Арсенал було вибрано для будівництва на краю села Гіббонсвіл, прямо навпроти Троя, Нью-Йорк . Місцевість була вибрана через її ключове розташування на річці Гудзон, лише за 60 миль (97 км) від озера Шамплейн, 140 миль (230 км) від Нью-Йорка та на короткій відстані через річку Мохок до озера Онтаріо. На ранніх етапах війни 1812 року напад можна було очікувати з багатьох ключових портів та інших місць. У той час полковником артилерії був Децій Водсворт ; він спочатку призначив арсенал для виробництва патронів і дрібних предметів спорядження, включаючи лафети, канати, ковші, черв'яки, губки та дроб. Початкова земельна ділянка, придбана Департаментом боєприпасів, мала площу 12 акрів (49 000 м2)   . Будівництво почалося влітку 1813 року. Будувалось чотирнадцять будівель: південний і північний збройні будинки, цегляний арсенал, дві стайні, будиночок варти, приміщення командира, дровітня, два житла для рядових, госпіталь і одна канцелярія. Вартість землі становила 2585 доларів США.

## 1880-ті роки
Майже через 70 років після того, як арсенал випустив свою першу продукцію, він став відомим, ставши першим в Армії США виробником гармат великого калібру наприкінці 1880-х років. У цей період виробництво змінилося від виробництва сідел і лафетів до гармат. Залишки цього періоду все ще діють сьогодні, про що свідчить продовження використання для виробництва історичної будівлі 110, «Великого збройового магазину». Цей збройовий цех колись виготовляв 16-дюймові гармати та багато іншої зброї для Корпусу берегової артилерії армії Сполучених Штатів .

## 1970-ті роки-тепер
Значним поворотним моментом у модернізації Арсеналу Ворвліт стало будівництво ротаційної кузні у 1970-х роках, витрати на що склали 7 мільйонів доларів.   